# Medal of Honor: Infiltrator
Medal of Honor: Infiltrator is voornamelijk een third-person shooter in een top-downperspectief. Het spel is ontwikkeld door Netherock Ltd. en uitgeven op 12 december 2003 door Electronic Arts. Infiltrator is het vijfde spel in de Medal of Honor-serie.